# Spisak otkazanih lansirnih raketa
Čak i pre lansiranja Sputnik 1, postojale su različite vrste dizajna lansirnih raketa. Dizajni lansirnih raketa opisani u nastavku su ili otkazani ili nikada nisu otišli dalje od nacrta dizajna rakete.

## 20. vek
| Ime                         | Dizajner                          | Predloženo | Otkazano |
| --------------------------- | --------------------------------- | ---------- | -------- |
| Von Braun Ferry Rocket      | Wernher von Braun                 | 1950s      |          |
| North American X-15B        | USAF and NACA                     | 1950s      | 1958     |
| Mercury-Jupiter             | NASA                              | 1950s      | 1959     |
| Saturn C-2                  | NASA                              | 1959       | 1962     |
| Saturn C-3                  | NASA                              | 1959       | 1962     |
| Saturn C-4                  | NASA                              | 1959       | 1962     |
| Nova                        | NASA                              | 1959       |          |
| BAC Mustard                 | BAC                               | 1960s      | 1967     |
| NEXUS                       | General Dynamics                  | 1960s      |          |
| Saturn C-5N                 | NASA                              | 1960s      | 1972     |
| Saturn INT-20               | NASA                              | 1960s      |          |
| UR-700                      | Vladimir Chelomei                 | 1960s      |          |
| Saturn C-8                  | NASA                              | 1962       | 1962     |
| Sea Dragon                  | Robert Truax                      | 1962       |          |
| Douglas SASSTO              | Philip Bono                       | 1967       |          |
| Martin Marietta Spacemaster | Martin Marietta                   | 1967       |          |
| Saturn V-A                  | NASA                              | 1968       |          |
| Saturn V-C                  | NASA                              | 1968       |          |
| Saturn V-Centaur            | NASA                              | 1968       |          |
| Saturn V-D                  | NASA                              | 1968       |          |
| Saturn INT-21               | NASA                              | 1970s      |          |
| Chrysler SERV               | Chrysler                          | 1971       |          |
| Saturn-Shuttle              | NASA                              | 1971       | 1972     |
| Hermes                      | CNES and ESA                      | 1975       | 1992     |
| Rockwell X-30               | Rockwell International            | 1980       | 1993     |
| British Aerospace HOTOL     | British Aerospace and Rolls-Royce | 1982       | 1989     |
| Shuttle-C                   | NASA                              | 1984       | 1995     |
| VentureStar                 | Lockheed Martin                   | 1990s      | 2001     |
| National Launch System      | NASA                              | 1991       | 1992     |
| Black Horse                 | Mitchell Burnside Clapp           | 1993       | 1996     |
| Kankoh-maru                 | Japanese Rocket Society           | 1993       |          |
| K-1                         | Rocketplane Kistler               | 1994       | 2007     |
| Roton                       | Rotary Rocket                     | 1996       | 2001     |
| Magnum                      | NASA                              | 1996       | 2004     |

## 21. vek
| Ime                                       | Dizajner                   | Predloženo | Otkazano |
| ----------------------------------------- | -------------------------- | ---------- | -------- |
| Ares IV                                   | NASA                       | 2000s      | 2010     |
| Ares V Lite                               | NASA                       | 2000s      | 2010     |
| Jupiter                                   | DIRECT                     | 2000s      | 2010     |
| Falcon 1e                                 | SpaceX                     | 2000s      | 2011     |
| Haas                                      | ARCAspace                  | 2000s      |          |
| Orbital Space Plane Program               | NASA                       | 2002       | 2004     |
| Falcon 5                                  | SpaceX                     | 2003       | 2005     |
| Galaxy Express                            | Galaxy Express Corporation | 2003       | 2009     |
| Ares I                                    | NASA                       | 2005       | 2010     |
| Ares V                                    | NASA                       | 2005       | 2010     |
| Rocketplane XP                            | Rocketplane Kistler        | 2005       | 2011     |
| Shuttle-Derived Heavy Lift Launch Vehicle | NASA                       | 2009       | 2010     |
| Liberty                                   | ATK and Astrium            | 2011       | 2012     |
| Falcon 9 Air                              | SpaceX                     | 2011       | 2012     |
| Mars Colonial Transporter                 | SpaceX                     | 2012       | 2016     |
| Interplanetary Transport System           | SpaceX                     | 2016       | 2017     |
| Big Falcon Rocket                         | SpaceX                     | 2017       | 2018     |
| OmegA                                     | Northrop Grumman           | 2016       | 2020     |

## Dodatna literatura
- SP-4221 The Space Shuttle Decision Chapter 8 (NASA)
- Dr. Wernher Von Braun (јул 1970). The Spaceplane that can put you in orbit. Popular Science.
- T.A. Heppenheimer - SP-4221 The Space Shuttle Decision (NASA, 1998)

## Spoljašnje veze
- Encyclopedia Astronautica - orbital launch vehicle[мртва веза]
- INTRODUCTION TO FUTURE LAUNCH VEHICLE PLANS [1963-2001] by Marcus Lindroos (Updated 6/15/2001)
- Space Future - Vehicle Designs Архивирано на веб-сајту  (19. јул 2010)
- Category:Proposed or planned spacecraft (Wikimedia Commons)
- 10 Space Shuttles which never flew (Lockheed Starclipper, Chrysler SERV, Phase B Shuttles, Rockwell C-1057, Shuttle C, Air Launched Sortie Vehicle (ALSV), Hermes, Buran, Shuttle II, Lockheed Martin VentureStar)